# Nicolae Bălcescu (Vâlcea)
Nicolae Bălcescu es una comuna ubicada en el distrito Vâlcea, Rumania.

## Superficie
Posee una superficie de 77,08 kilómetros cuadrados.

## Demografía
Hasta 2021 la población era de 3253 habitantes, con una densidad de población de 42,20 habitantes por kilómetro cuadrado.